# Lista de líderes da Major League Baseball em WHIP

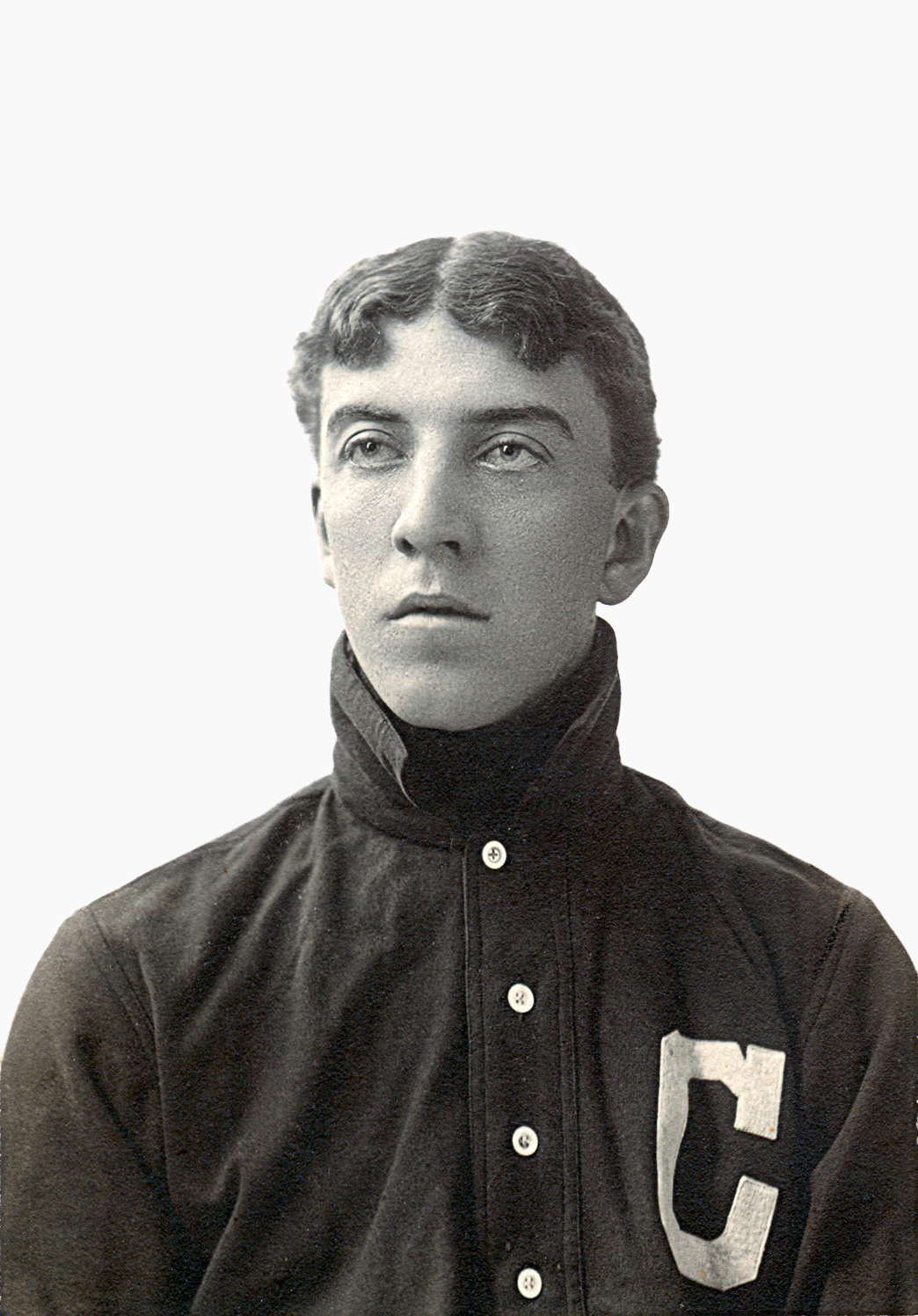
Addie Joss, o líder geral em WHIP.

Abaixo a lista dos 100 maiores arremessadores da Major League Baseball em walks plus hits per inning pitched ou WHIP. O WHIP é o número de corredores em base que um arremessador permite por entrada jogada. É calculado usando a fórmula:
{\displaystyle WHIP={\frac {BB+H}{IP}}}
Onde BB é o número de base por bolas e H é o número de rebatidas e IP igual a  entradas jogadas.

## Campo
| Posição | Posição entre os líderes em WHIP na carreira. Um campo em branco indica um empate. |
| Jogador | Nome do jogador.                                                                   |
| WHIP    | Total em WHIP na carreira.                                                         |
| *       | Denota eleito para o National Baseball Hall of Fame.                               |
| Negrito | Denota jogador ativo.                                                              |

## A lista
- Mínimo de 1000 entradas jogadas

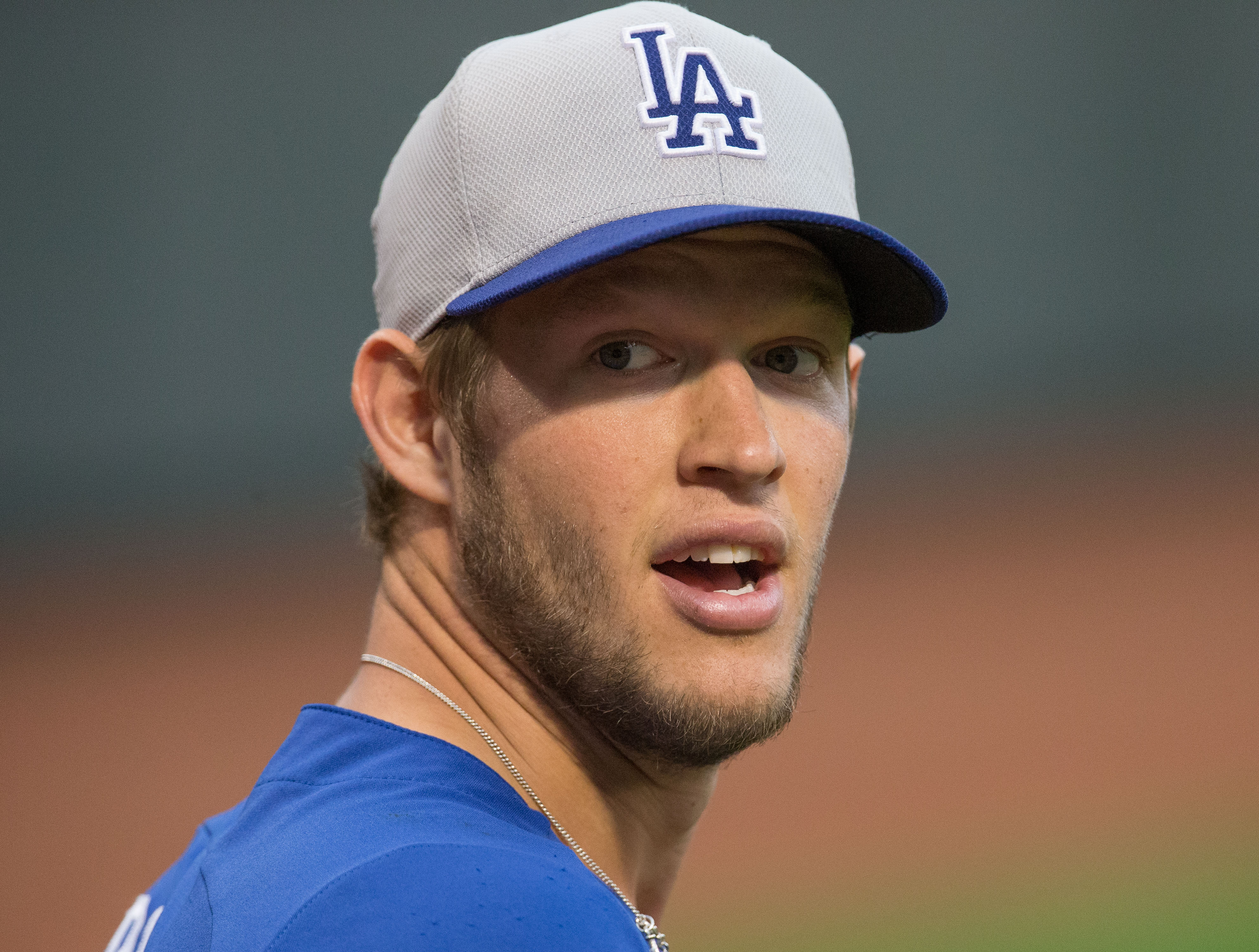
Clayton Kershaw, o líder em atividade e 4º lugar em todos os tempos em WHIP.

- Estatísticas atualizadas até o fim da temporada de 2016.

| Posição | Jogador                      | WHIP   |
| ------- | ---------------------------- | ------ |
| 1       | Addie Joss *                 | 0.9678 |
| 2       | Ed Walsh *                   | 0.9996 |
| 3       | Mariano Rivera               | 1.0003 |
| 4       | Clayton Kershaw              | 1.0068 |
| 5       | John Montgomery Ward *       | 1.0435 |
| 6       | Pedro Martínez *             | 1.0544 |
| 7       | Christy Mathewson *          | 1.0581 |
| 8       | Trevor Hoffman               | 1.0584 |
| 9       | Walter Johnson *             | 1.0612 |
| 10      | Chris Sale                   | 1.0649 |
| 11      | Mordecai Brown *             | 1.0658 |
| 12      | Charlie Sweeney              | 1.0673 |
| 13      | Reb Russell                  | 1.0800 |
| 14      | Jim Devlin                   | 1.0868 |
| 15      | Smoky Joe Wood               | 1.0869 |
| 16      | Jack Pfiester                | 1.0887 |
| 17      | George Bradley               | 1.0901 |
| 18      | Tommy Bond                   | 1.0908 |
| 19      | Babe Adams                   | 1.0920 |
| 20      | Madison Bumgarner            | 1.0968 |
| 21      | Juan Marichal *              | 1.1012 |
| 22      | Dick Hall                    | 1.1019 |
|         | Rube Waddell *               | 1.1019 |
| 24      | Larry Corcoran               | 1.1048 |
| 25      | Deacon Phillippe             | 1.1051 |
| 26      | Sandy Koufax *               | 1.1061 |
| 27      | Fred Glade                   | 1.1066 |
| 28      | Ed Morris                    | 1.1075 |
| 29      | Will White                   | 1.1110 |
| 30      | Chief Bender *               | 1.1127 |
| 31      | Charlie Ferguson             | 1.1171 |
| 32      | Terry Larkin                 | 1.1172 |
| 33      | Eddie Plank *                | 1.1189 |
| 34      | Doc White                    | 1.1207 |
| 35      | Tom Seaver *                 | 1.1208 |
| 36      | Grover Cleveland Alexander * | 1.1212 |
| 37      | Tim Keefe *                  | 1.1230 |
| 38      | Hoyt Wilhelm *               | 1.1245 |
| 39      | Cy Young *                   | 1.1296 |
| 40      | Frank Owen                   | 1.1306 |
| 41      | George McQuillan             | 1.311  |
| 42      | Hooks Wiltse                 | 1.1315 |
| 43      | Noodles Hahn                 | 1.1319 |
| 44      | Johan Santana                | 1.1320 |
| 45      | Jim McCormick                | 1.1322 |
| 46      | Ray Collins                  | 1.1340 |
| 47      | Catfish Hunter *             | 1.1340 |
| 48      | Lady Baldwin                 | 1.1347 |
| 49      | Curt Schilling               | 1.1374 |
| 50      | Bruce Sutter *               | 1.1401 |

| Posição | Jogador            | WHIP   |
| ------- | ------------------ | ------ |
| 51      | Bret Saberhagen    | 1.1406 |
| 52      | Nick Altrock       | 1.1407 |
| 53      | Sam Leever         | 1.1411 |
| 54      | David Price        | 1.1420 |
| 55      | Ferguson Jenkins * | 1.1418 |
| 56      | Don Sutton *       | 1.1425 |
| 57      | Greg Maddux *      | 1.1431 |
|         | Ed Reulbach        | 1.1431 |
| 59      | Andy Messersmith   | 1.1433 |
| 60      | Sid Fernandez      | 1.1443 |
| 61      | Jeff Tesreau       | 1.1447 |
| 62      | Max Scherzer       | 1.1448 |
| 63      | Gary Nolan         | 1.1453 |
| 64      | Joe Benz           | 1.1466 |
|         | Jim Whitney        | 1.1466 |
| 66      | Don Drysdale *     | 1.1477 |
| 67      | Charles Radbourn   | 1.1492 |
| 68      | Barney Pelty       | 1.1504 |
| 69      | Jack Chesbro *     | 1.1520 |
| 70      | Tiny Bonham        | 1.1528 |
| 71      | Fred Goldsmith     | 1.1530 |
| 72      | Russ Ford          | 1.1537 |
| 73      | Eddie Cicotte      | 1.1544 |
| 74      | Rollie Fingers *   | 1.1556 |
| 75      | Bob Caruthers      | 1.1578 |
| 76      | Dick Rudolph       | 1.1581 |
| 77      | Babe Ruth *        | 1.1586 |
| 78      | Harry Coveleski    | 1.1587 |
| 79      | Dennis Eckersley * | 1.1608 |
| 80      | Cole Hamels        | 1.1611 |
| 81      | Orval Overall      | 1.1613 |
| 82      | Denny McLain       | 1.1633 |
| 83      | Jumbo McGinnis     | 1.1636 |
| 84      | George Winter      | 1.1649 |
| 85      | Carl Hubbell *     | 1.1659 |
| 86      | Frank Smith        | 1.1663 |
| 87      | Guy Hecker         | 1.1676 |
| 88      | Jake Weimer        | 1.1679 |
| 89      | Johnny Cueto       | 1.1695 |
| 90      | Robin Roberts *    | 1.1696 |
| 91      | Slim Sallee        | 1.1702 |
| 92      | Randy Johnson *    | 1.1711 |
| 93      | Hiroki Kuroda      | 1.1721 |
| 94      | Roy Patterson      | 1.1722 |
| 95      | Roger Clemens      | 1.1725 |
| 96      | Nap Rucker         | 1.1746 |
| 97      | Dan Quisenberry    | 1.1751 |
| 98      | John Smoltz *      | 1.1759 |
|         | Jack Taylor        | 1.1759 |
| 100     | Jordan Zimmermann  | 1.1773 |